# The Mirror (film, 1999)
Pour les articles homonymes, voir The Mirror.
The Mirror est un film hongkongais réalisé par Siu Wing, sorti le 9 septembre 1999.

## Synopsis
Au XVIe siècle, une célèbre prostituée est assassinée devant son miroir. Avant de mourir, elle lance une malédiction. Désormais, les futurs acquéreurs du meuble vont connaître un destin tragique. Dans les années 1920, Mary, une jeune paraplégique, se voit offrir le miroir en cadeau. Mais celui-ci fait resurgir chez elle les souvenirs d'un passé douloureux ; les raisons de sa paralysie et le mystère qui entoure la mort de son mari. 1988 à Singapour, M. James, avocat talentueux, doit défendre un homme accusé de viol et de meurtre. Sa nouvelle petite amie s'installe chez lui avec le miroir. M. James accepte finalement l'affaire. Sous l'influence du miroir, il devient cupide et violent jusqu'au jour où il est victime d'un accident de voiture. Onze ans après, Ming, accompagné de son amie Judy, rend visite à sa grand-tante et à sa cousine Yu à Hong Kong. Le couple achète le miroir. Bientôt, un malaise s'installe entre Judy et Yu et la tante de Ming disparaît. Yu va être accusée de ces étranges événements sur le meurtre de la tante de Ming.

## Fiche technique
- Titre : The Mirror
- Titre original : Wuye xiongjing (怪談之魔鏡)
- Réalisation : Siu Wing
- Scénario : Raymond Wong et Liu Xiao-Guang
- Production : Raymond Wong et Ha Boon-Kwong
- Musique : Inconnu
- Photographie : Kwong Ting-Wo
- Montage : Marco Mak
- Pays d'origine : Hong Kong
- Format : Couleurs - 1,85:1 - Dolby Digital - 35 mm
- Genre : Horreur
- Durée : 87 minutes
- Dates de sortie : 9 septembre 1999 (Singapour), 16 septembre 1999 (Hong Kong)
- interdit aux moins de 12 ans

## Distribution
- Nicholas Tse : Ming
- Ruby Lin : Judy
- Lillian Ho : Yu
- Helena Law : Lan, la tante de Ming
- Raymond Wong : Le fantôme
- Xu Fan : Mary
- Jack Neo : Mr James